# Nové Srbsko

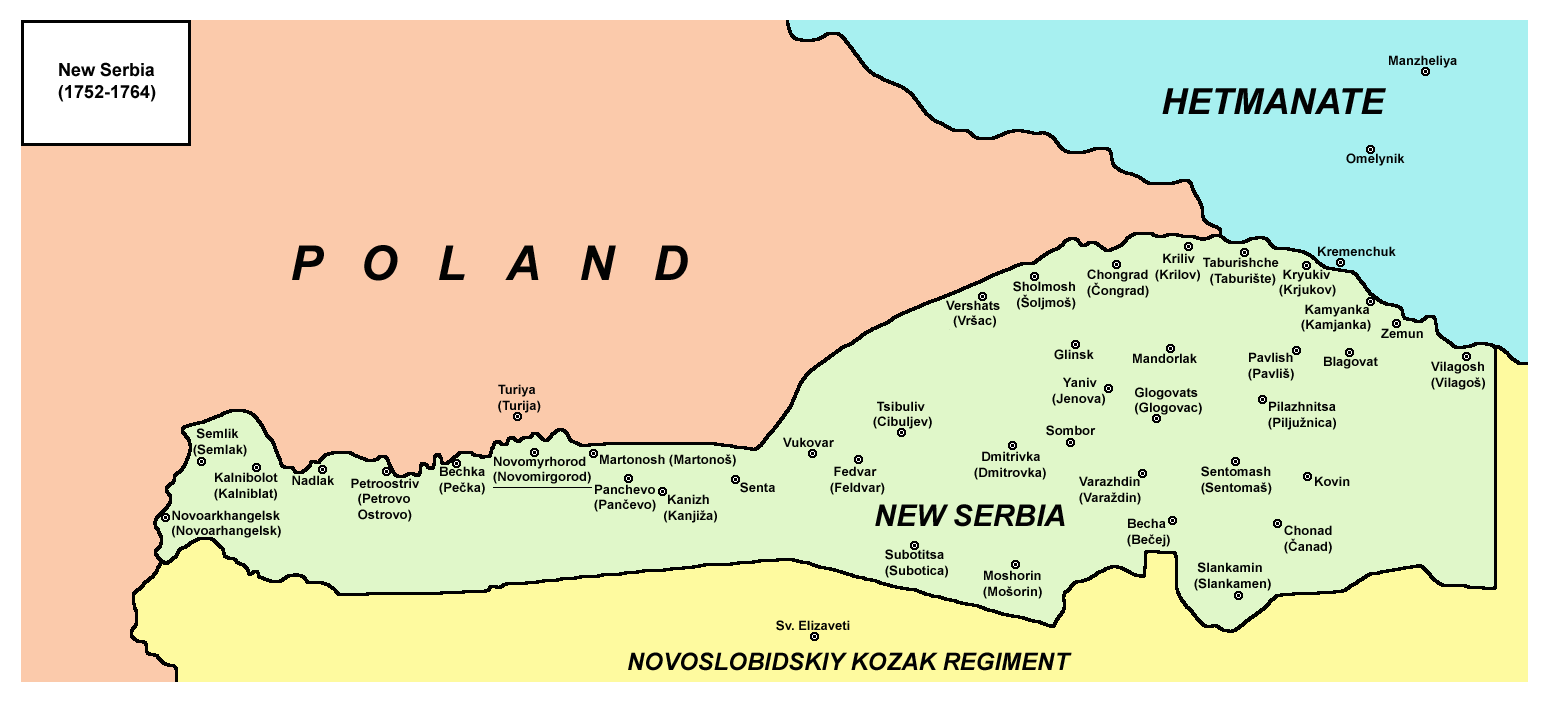
Mapa

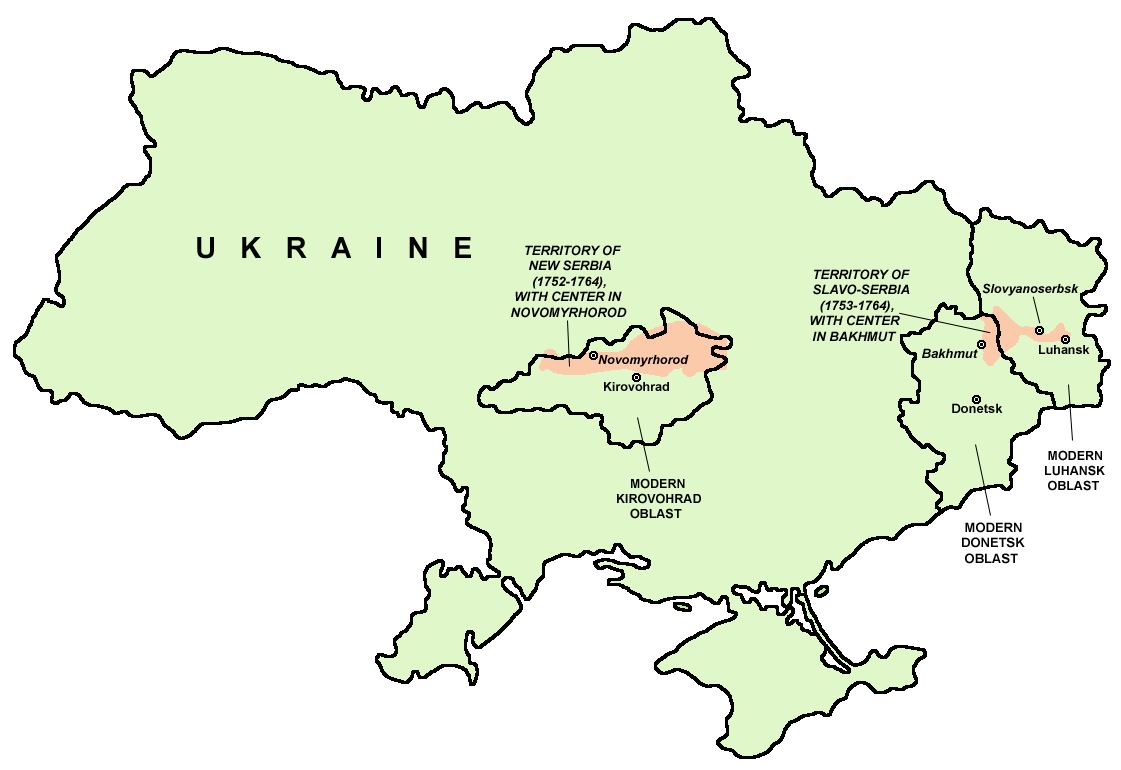
Obě srbská území na mapě současné Ukrajiny

Nové Srbsko (rusky Новая Сербия, Novaja Serbija; ukrajinsky Нова Сербія, Nova Serbija) je historická oblast ve středu dnešní Ukrajiny, kde se od poloviny 18. století usazovali srbští emigranti z Habsburské říše. Správním střediskem byl Novomirgorod.
Od roku 1751 se začali do Ruska stěhovat pravoslavní Srbové (včetně Černohorců) a také Rumuni z Valašska a Moldavska, pod vedením Jovana Horvata. Byli to převážně vojáci, kteří měli zkušenosti s obranou Vojenské hranice před Turky. Byla jim přidělena řídce osídlená oblast mezi řekami Inhul a Dněpr, kde na polské hranici docházelo k častým srážkám. V roce 1752 zde byla vytvořena autonomní provincie, spravovaná přímo Senátem. Obyvatelé byli organizováni podobně jako kozáci, tj. na principu domobrany (dělila se na jezdecký a pěší pluk). Srbové zakládali nová sídla, která pojmenovávali podle měst ve staré vlasti: Sombor (dnes Dikivka), Varaždín (dnes Protopopivka), Zemun (dnes Uspenka) atd. Srbská samospráva byla zrušena v roce 1764, kdy byla oblast začleněna do nově vzniklé Novoruské gubernie a muži převeleni do pravidelných husarských pluků.
V okolí Luhanska existovala v letech 1753 až 1764 další samosprávná oblast osídlená Srby, zvaná Slovanosrbsko (Славено-Сербія).